# Le Hanouard
Le Hanouard település Franciaországban, Seine-Maritime megyében. Lakosainak száma 267 fő (2022. január 1.). Le Hanouard Cleuville, Grainville-la-Teinturière, Oherville és Sommesnil községekkel határos.

## Népesség
A település népességének változása:
| Lakosok száma | 250  | 257  | 256  | 249  | 253  | 257  | 261  | 261  | 267  |
|               | 2013 | 2015 | 2016 | 2017 | 2018 | 2019 | 2020 | 2021 | 2022 |